# Sexto grande del fútbol argentino
El debate del sexto grande  del fútbol argentino es una discusión arraigada el concepto de los «cinco grandes», que son los equipos que reúnen los mayores méritos, tanto institucionales como deportivos: Boca Juniors, Independiente, Racing Club, River Plate y San Lorenzo. Detrás de ellos, en distintos momentos históricos aparecieron reclamos y sugerencias de dirigentes, especialistas, periodistas y simpatizantes para incluir a otros equipos, ampliando ese grupo.

## Origen de la discusión

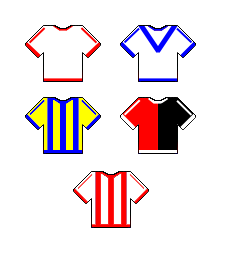
Huracán y Vélez Sarsfield, arriba; Rosario Central y Newell's Old Boys, en el centro; Estudiantes de La Plata, abajo.

Hay otros cinco clubes que reclaman activamente ser reconocidos como «grandes» a partir de distintos parámetros, los cuales son (por orden alfabético): Estudiantes de La Plata, Huracán, Newell's Old Boys, Rosario Central y Vélez Sarsfield. Diversos estudios, encuestas y sondeos han ubicado a estos clubes en posiciones expectantes de reclamar para sí esa condición.
Asimismo, los cinco son reconocidos por FIFA como parte de los once «clubes clásicos» del fútbol argentino, sumados a los cinco grandes y a Argentinos Juniors.
No existe consenso sobre cuáles deberían ser los factores a tener en consideración para establecer si un equipo puede o no ser considerado grande. Y la mayor o menor importancia que se conceda a uno u otro factor suele ser materia de discusión entre los simpatizantes. Los factores que se han mencionado como relevantes son: cantidad de torneos oficiales nacionales e internacionales obtenidos, número de socios, cantidad de entradas vendidas y de simpatizantes, aportes de jugadores a la Selección Argentina en los Mundiales, el número de temporadas en que participaron en Primera División, etc.
Al respecto, el periodista Roberto Guidotti ha dicho que:

En el fútbol, la grandeza de un equipo se mide por la gente que lo acompaña, dicen unos. Otros contrarrestan que para ser grande hay que haber ganado muchos títulos. Y los más líricos creen que es la cantidad y la calidad de los jugadores lo que inclina la balanza. El sentido común parece inclinarse a considerar la tan mentada grandeza como una mezcla de estas posiciones. Con Boca, River, Independiente, San Lorenzo y Racing como los cinco grandes indiscutidos, surge la pregunta: ¿cuál es el sexto?
Roberto Guidotti.

## Datos estadísticos
En todos los rubros estadísticos debe considerarse que en la era amateur y en los primeros años del profesionalismo, los torneos de Primera División de Argentina fueron organizados exclusivamente con equipos de la Ciudad Autónoma de Buenos Aires, el conurbano bonaerense y La Plata. Aunque de manera excepcional, participaron equipos de otras regiones (Buenos Aires al Rosario Railway, de Campana, en 1891 y 1893; Rosario Athletic, en 1894; Lobos Athletic, en 1894, 1898 y 1899; y Reformer, de Campana, desde 1905 hasta 1909). 
Si bien durante ese período los equipos de la ciudad de Rosario participaron de las copas nacionales, se debe hacer la salvedad de que Newell's Old Boys y Rosario Central recién fueron incorporados a la Primera División de AFA en 1939, dado que, hasta esa fecha, sus primeros equipos jugaron los campeonatos oficiales correspondientes a la Liga Rosarina de Fútbol, Federación Rosarina de Football, Asociación Amateurs Rosarina de Football y, más tarde, Asociación Rosarina de Fútbol. 

### Historial de enfrentamientos
|  | Supera al rival          |
|  | Es superado por el rival |
|  | Historial igualado       |

#### Primera División
- Actualizado a la Liga Profesional 2023.

| Rival             | PJ  | PG  | PE  | PP  | Dif |
| ----------------- | --- | --- | --- | --- | --- |
| Huracán           | 166 | 69  | 45  | 52  | 17  |
| Newell's Old Boys | 150 | 54  | 42  | 54  | 0   |
| Rosario Central   | 151 | 53  | 47  | 51  | 2   |
| Vélez Sarsfield   | 175 | 60  | 50  | 65  | -5  |
| Total             | 642 | 236 | 184 | 222 | 14  |

| Rival                   | PJ  | PG  | PE  | PP  | Dif |
| ----------------------- | --- | --- | --- | --- | --- |
| Estudiantes de La Plata | 166 | 52  | 45  | 69  | -17 |
| Newell's Old Boys       | 129 | 49  | 35  | 45  | 4   |
| Rosario Central         | 129 | 49  | 36  | 44  | 5   |
| Vélez Sarsfield         | 155 | 53  | 43  | 59  | -6  |
| Total                   | 579 | 203 | 159 | 217 | -14 |

| Rival                   | PJ  | PG  | PE  | PP  | Dif |
| ----------------------- | --- | --- | --- | --- | --- |
| Estudiantes de La Plata | 150 | 54  | 42  | 54  | 0   |
| Huracán                 | 129 | 45  | 35  | 49  | -4  |
| Rosario Central         | 175 | 43  | 79  | 53  | -10 |
| Vélez Sarsfield         | 150 | 43  | 41  | 66  | -23 |
| Total                   | 604 | 185 | 197 | 222 | -37 |

| Rival                   | PJ  | PG  | PE  | PP  | Dif |
| ----------------------- | --- | --- | --- | --- | --- |
| Estudiantes de La Plata | 151 | 51  | 47  | 53  | -2  |
| Huracán                 | 129 | 44  | 36  | 49  | -5  |
| Newell's Old Boys       | 175 | 53  | 79  | 43  | 10  |
| Vélez Sarsfield         | 154 | 46  | 51  | 57  | -11 |
| Total                   | 607 | 194 | 213 | 202 | -8  |

| Rival                   | PJ  | PG  | PE  | PP  | Dif |
| ----------------------- | --- | --- | --- | --- | --- |
| Estudiantes de La Plata | 175 | 65  | 50  | 60  | 5   |
| Huracán                 | 155 | 59  | 43  | 53  | 5   |
| Newell's Old Boys       | 150 | 66  | 41  | 43  | 23  |
| Rosario Central         | 154 | 57  | 51  | 46  | 11  |
| Total                   | 634 | 247 | 185 | 202 | 46  |

- Fuente: Historial de los partidos en Promiedos

### Títulos oficiales en el amateurismo

#### Campeonatos de Primera División
Con relación a los títulos oficiales de Primera División obtenidos por los clubes del fútbol argentino en el amateurismo, entre 1891 y 1934.
| Pos. | Club                    | Campeonatos nacionales |
| ---- | ----------------------- | ---------------------- |
| 5    | Huracán                 | 4                      |
| 11   | Estudiantes de La Plata | 1                      |

#### Copas nacionales y binacionales
Con relación a la sumatoria de copas nacionales y rioplatenses, obtenidas por los clubes del fútbol argentino en el amateurismo, entre 1900 y 1930: Durante el amateurismo y en los primeros años del profesionalismo los equipos rosarinos no participaban del torneo oficial regular de Primera División, aunque eran invitados a competir en las copas nacionales que organizaron la Asociación Argentina y las disidentes Federación Argentina y Asociación Amateurs.
| Pos. | Club              | Copas nacionales |
| ---- | ----------------- | ---------------- |
| 6    | Rosario Central   | 5                |
| 8    | Huracán           | 3                |
| 10   | Newell's Old Boys | 2                |

### Títulos oficiales en el profesionalismo

#### Campeonatos nacionales de liga y copas internacionales
Con relación a la sumatoria de títulos oficiales de Primera División y copas internacionales oficiales obtenidas por los clubes desde el inicio del profesionalismo, en 1931, hasta la actualidad:
| Pos. | Club                    | Campeonatos nacionales | Copas internacionales | Total |
| ---- | ----------------------- | ---------------------- | --------------------- | ----- |
| 4    | Vélez Sarsfield         | 11                     | 5                     | 16    |
| 7    | Estudiantes de La Plata | 5                      | 6                     | 11    |
| 8    | Newell's Old Boys       | 6                      | 0                     | 6     |
| 9    | Rosario Central         | 4                      | 1                     | 5     |
| 14   | Huracán                 | 1                      | 0                     | 1     |

#### Copas nacionales
Con relación a las copas nacionales obtenidas por los clubes desde el inicio del profesionalismo, en 1931, hasta la actualidad:
| Pos. | Club                    | Copas nacionales |
| ---- | ----------------------- | ---------------- |
| 4    | Huracán                 | 5                |
| 6    | Estudiantes de La Plata | 5                |
| 9    | Rosario Central         | 2                |
| 9    | Vélez Sarsfield         | 2                |
| 11   | Newell's Old Boys       | 1                |

### Suma de títulos oficiales entre amateurismo y profesionalismo
Con relación a la totalidad de títulos oficiales obtenidos por los clubes a lo largo de la historia, sumando, a los efectos, las eras amateur y profesional.
| Pos. | Club                    | Nacionales | Nacionales | Nacionales | Internacionales | Internacionales | Internacionales | Total |
| Pos. | Club                    | Ligas      | Copas      | Total      | FIFA            | Conmebol        | Total           | Total |
| ---- | ----------------------- | ---------- | ---------- | ---------- | --------------- | --------------- | --------------- | ----- |
| 7    | Vélez Sarsfield         | 11         | 2          | 13         | 1               | 4               | 5               | 18    |
| 7    | Estudiantes de La Plata | 6          | 5          | 11         | 1               | 5               | 6               | 17    |
| 9    | Huracán                 | 5          | 8          | 13         | 0               | 0               | 0               | 13    |
| 10   | Rosario Central         | 4          | 7          | 11         | 0               | 1               | 1               | 12    |
| 11   | Newell's Old Boys       | 6          | 3          | 9          | 0               | 0               | 0               | 9     |

### Temporadas en Primera División en el amateurismo
Con relación a las temporadas en la máxima categoría en el periodo comprendido entre los torneos de 1893 y 1930.
| Club                    | Temporadas disputadas |
| ----------------------- | --------------------- |
| Estudiantes de La Plata | 19                    |
| Huracán                 | 17                    |
| Vélez Sarsfield         | 12                    |

### Temporadas en Primera División en el profesionalismo
- Actualizado al campeonato de Primera División 2025.

Con relación a las temporadas en la máxima categoría desde el Campeonato de Primera División de 1931, los cinco equipos que aspiran a la consideración de grandes son, a la vez, los que más temporadas acumulan en Primera División desde el inicio de la era profesional, después de los cinco grandes y excluyendo a Gimnasia y Esgrima La Plata, que alcanzó las 82; incluso, Estudiantes de La Plata supera a Racing Club, que suma 90 temporadas; y Vélez Sarsfield lo iguala. Este último, además, lleva 80 temporadas consecutivas en la máxima categoría, siendo superado en ese rubro solamente por Boca Juniors, que disputó las 93 temporadas de la era profesional.
| Club                    | Temporadas disputadas |
| ----------------------- | --------------------- |
| Estudiantes de La Plata | 94                    |
| Vélez Sarsfield         | 93                    |
| Newell's Old Boys       | 85                    |
| Huracán                 | 83                    |
| Rosario Central         | 81                    |

### Temporadas totales en Primera División
- Actualizado al campeonato de Primera División 2025.

Con relación a las temporadas en la máxima categoría desde el campeonato de 1893 hasta la actualidad.
| Club                    | Temporadas disputadas |
| ----------------------- | --------------------- |
| Estudiantes de La Plata | 113                   |
| Vélez Sarsfield         | 105                   |
| Huracán                 | 100                   |
| Newell's Old Boys       | 85                    |
| Rosario Central         | 81                    |

#### Cantidad de descensos y temporadas en la segunda división
Se listan equipos de acuerdo a cantidad de descensos, y se le agrega la cantidad de temporadas disputadas en la segunda división.
| Club                    | Cantidad de descensos | Temporadas disputadas |
| ----------------------- | --------------------- | --------------------- |
| Newell's Old Boys       | 1                     | 3                     |
| Vélez Sarsfield         | 1                     | 3                     |
| Estudiantes de La Plata | 2                     | 2                     |
| Rosario Central         | 4                     | 6                     |
| Huracán                 | 4                     | 13                    |

### Clasificación histórica de la Primera División en el amateurismo
Tabla histórica según datos RSSSF
Tabla de clasificación histórica de la Primera División en la era amateur, correspondiente al período oficial iniciado en 1891 y disputado hasta 1934. Se consideran todos los partidos determinados por el fixture de cada campeonato, más los eventuales partidos de desempate, ya sean por definición de título, por liderazgo de grupo o por ocupación de puestos de descenso.
| Pos. | Equipo                  | Pts. | PJ  | G   | E  | P   | GF  | GC  | Dif. |
| ---- | ----------------------- | ---- | --- | --- | -- | --- | --- | --- | ---- |
| 10   | Huracán                 | 502  | 369 | 216 | 70 | 83  | 724 | 331 | 393  |
| 12   | Estudiantes de La Plata | 492  | 410 | 205 | 82 | 123 | 784 | 513 | 271  |
| 25   | Vélez Sarsfield         | 333  | 336 | 125 | 83 | 128 | 432 | 449 | -17  |

### Clasificación histórica de la Primera División en el profesionalismo
Tabla histórica según datos del Diario Olé
Se tomaron en cuenta las participaciones de los clubes que aspiran a la consideración de «sexto grande» en la Primera División, en los 80 años de profesionalismo, desde 1931, con sus respectivos reclasificatorios (1967-1972), desempates, liguillas y promociones, hasta la 19.ª fecha del Torneo Apertura 2011.
Los torneos contemplados estuvieron limitados, hasta la creación del Torneo Nacional en 1967, a equipos directamente afiliados a la AFA pertenecientes a la Ciudad Autónoma de Buenos Aires, el conurbano bonaerense y La Plata, con la excepción de la incorporación de clubes de Rosario y Santa Fe desde 1939.
| Pos. | Equipo                  | Pts. | PJ   | G    | E   | P    | GF   | GC   | Dif. |
| ---- | ----------------------- | ---- | ---- | ---- | --- | ---- | ---- | ---- | ---- |
| 5    | Vélez Sarsfield         | 3554 | 2932 | 1204 | 843 | 885  | 4461 | 3785 | 676  |
| 7    | Estudiantes de La Plata | 3329 | 2948 | 1123 | 819 | 1006 | 4417 | 4079 | 338  |
| 8    | Newell's Old Boys       | 2961 | 2674 | 954  | 833 | 887  | 3771 | 3476 | 295  |
| 9    | Rosario Central         | 2819 | 2592 | 916  | 781 | 895  | 3721 | 3563 | 158  |
| 10   | Huracán                 | 2733 | 2635 | 963  | 693 | 979  | 4070 | 4043 | 27   |

Nota: A Huracán, no se le computan los puntos del Reclasificatorio de 1986 dado que lo disputó con siete clubes de la segunda división. Desde 1931 hasta el Torneo Clausura 1995 se otorgaron 2 puntos por victoria; desde entonces, tres unidades, con la única excepción de la temporada 1988-89: tres puntos por triunfo y dos por la victoria en la definición por penales posterior al empate en los 90 minutos reglamentarios.
Tabla histórica según datos RSSSF
Tabla de clasificación histórica de la Primera División del fútbol argentino en el profesionalismo, correspondiente al período oficial iniciado en 1931. Se consideran todos los partidos disputados por torneos de Primera División: Campeonatos de Primera División, Copa Campeonato 1936, Copa de Honor 1936, Copa de Oro 1936, Metropolitanos, Nacionales, Aperturas, Clausuras, Iniciales y Finales. Para confeccionarla se calcularon los partidos ganados con dos o tres puntos, según como se otorgaban en las respectivas competencias. Estos datos se actualizan en la finalización de cada torneo (Inicial o Final) y se encuentran actualizados hasta el Campeonato 2013-14.
| Pos. | Equipo                  | Pts. | J    | G    | G3  | G2  | E   | E2 | E1  | P    | GF   | GC   | Dif. | Desc. | Camp. |
| ---- | ----------------------- | ---- | ---- | ---- | --- | --- | --- | -- | --- | ---- | ---- | ---- | ---- | ----- | ----- |
| 5    | Vélez Sarsfield         | 3642 | 3045 | 1252 | 333 | 919 | 879 | 12 | 867 | 914  | 4629 | 3898 | 731  | 3     | 10    |
| 7    | Estudiantes de La Plata | 3478 | 3061 | 1163 | 291 | 872 | 857 | 4  | 853 | 1041 | 4553 | 4206 | 347  | 0     | 5     |
| 8    | Newell's Old Boys       | 3136 | 2770 | 1001 | 266 | 735 | 865 | 7  | 858 | 904  | 3912 | 3557 | 355  | 4     | 6     |
| 9    | Rosario Central         | 2871 | 2625 | 929  | 218 | 711 | 792 | 7  | 785 | 904  | 3757 | 3591 | 166  | 4     | 4     |
| 11   | Huracán                 | 2750 | 2646 | 972  | 112 | 860 | 694 | 0  | 694 | 980  | 4096 | 4055 | 41   | 0     | 1     |

### Goleadores en Primera División
Tabla general de máximos goleadores en campeonatos oficiales de Primera División, por equipo, durante las eras amateur y profesional del fútbol argentino.

#### Era amateur
| Pos. | Club                    | Goleadores |
| ---- | ----------------------- | ---------- |
| 7    | Huracán                 | 2          |
| 10   | Vélez Sarsfield         | 1          |
| 10   | Estudiantes de La Plata | 1          |

#### Era profesional
| Pos. | Club                    | Goleadores |
| ---- | ----------------------- | ---------- |
| 2    | Vélez Sarsfield         | 16         |
| 6    | Estudiantes de La Plata | 9          |
| 6    | Rosario Central         | 9          |
| 11   | Newell's Old Boys       | 7          |
| 12   | Huracán                 | 4          |

#### Suma de eras amateur y profesional
| Pos. | Club                    | Goleadores |
| ---- | ----------------------- | ---------- |
| 4    | Vélez Sarsfield         | 17         |
| 8    | Estudiantes de La Plata | 10         |
| 9    | Rosario Central         | 9          |
| 10   | Newell's Old Boys       | 7          |
| 13   | Huracán                 | 6          |

### Convocatoria de futbolistas a la selección nacional
Cantidad de futbolistas que han sido cedidos a la selección argentina desde 1902 hasta 2022.
| Club                    | Futbolistas convocados | Veces convocados |
| ----------------------- | ---------------------- | ---------------- |
| Vélez Sarsfield         | 79                     | 331              |
| Estudiantes de La Plata | 70                     | 345              |
| Newell's Old Boys       | 67                     | 398              |
| Huracán                 | 58                     | 448              |
| Rosario Central         | 55                     | 277              |

#### En la Copa Mundial
Futbolistas que integraron los planteles de la selección argentina en la Copa Mundial, desde el Uruguay 1930 a Rusia 2018, según datos basados en el sitio oficial de AFA.
| Club                    | Convocatorias |
| ----------------------- | ------------- |
| Estudiantes de La Plata | 8             |
| Huracán                 | 8             |
| Newell's Old Boys       | 6             |
| Vélez Sarsfield         | 6             |
| Rosario Central         | 2             |

### Cantidad de socios y peñas
| Pos. | Club                    | Socios  |
| ---- | ----------------------- | ------- |
| 4    | Rosario Central         | 100 000 |
| 7    | Newell's Old Boys       | 79 239  |
| 9    | Vélez Sarsfield         | 62 479  |
| 11   | Estudiantes de La Plata | 53 637  |
| 13   | Huracán                 | 26 000  |

| Pos. | Club                    | Peñas |
| ---- | ----------------------- | ----- |
| 7    | Estudiantes de La Plata | 116   |
| 8    | Rosario Central         | 68    |
| 9    | Vélez Sarsfield         | 49    |
| 10   | Newell's Old Boys       | 46    |
| 13   | Huracán                 | 31    |

### Convocatoria de público

#### Entradas vendidas
La mayoría de estos cómputos no reflejan con exactitud la concurrencia a los estadios, dado que no se contempla como "entrada" o "ticket de venta" el acceso de los socios de la institución a los partidos disputados como local, debido a que, por su condición, por lo general e históricamente entran gratis o abonando un pase que no se agrega en la suma final de entradas que realiza la AFA.
Debe considerarse, además, que la capacidad de los estadios limita la cantidad de entradas disponibles: Estudiantes de La Plata, que durante muchos años ejerció su localía en el viejo estadio Jorge Luis Hirschi, con capacidad para 23 000 espectadores, tenía desventaja respecto a Huracán y Vélez Sarsfield, cuyos estadios son capaces de albergar a casi 45 000. Situación similar aplica para Newell's que tuvo su estadio con capacidad para 30 000 espectadores hasta fines de la década del '90. También hay que considerar que los equipos rosarinos al estar fuera del AMBA recibían, en comparación a los clubs de esa zona, menor asistencia de público visitante. 
- Venta de entradas, en promedio por partido, consignadas en un estudio publicado en 2023 por el grupo de historiadores y estadígrafos Revisionismo histórico, que toma las cifras registradas en las memorias y balances de la AFA entre 1917 y 2017 (100 años), el que, por el tiempo que abarca, es el más extenso y preciso de los que se conoce, ubica a los cinco equipos entre los puestos sexto y décimo, después de las cinco grandes, con cifras muy cercanas entre sí.[29]

1. (6.º con 6754) Rosario Central
2. (7.º con 6633) Newell's Old Boys
3. (8.º con 6620) Huracán
4. (9.º con 6418) Vélez Sarsfield
5. (10.º con 5985) Estudiantes de La Plata

- Venta de entradas totales desde 1991 hasta 2004, según AFA y Universo Fútbol.[30]

1. (3 482 254) Vélez Sarsfield
2. (3 320 795) Rosario Central
3. (2 818 716) Estudiantes de La Plata
4. (2 776 711) Newell's Old Boys

- Venta de entradas en la era profesional, en promedio por partido, desde 1931 hasta 2009, según Diario Olé.

1. (7786) Huracán
2. (7472) Vélez Sarsfield
3. (7241) Rosario Central
4. (7106) Newell's Old Boys
5. (6840) Estudiantes de La Plata

- Venta de entradas, en promedio por partido, durante los campeonatos Clausura 2007, Clausura 2008, Apertura 2008, Apertura 2009, Apertura 2010, Apertura 2011, Clausura 2012, Inicial 2012 de Primera División y el Torneo 2011/2012 de la Primera B Nacional según AFA, Diario Clarín y Universo Fútbol.[31][32][33][34][35][36][37][38]

1. (5652) Estudiantes de La Plata
2. (5234) Rosario Central
3. (5232) Newell's Old Boys
4. (4670) Vélez Sarsfield
5. (3621) Huracán

#### Concurrencia de público local
En febrero de 2024, la AFA publicó un informe donde se consigna la convocatoria promedio por partido de cada club durante el 2023, considerando que está vedada la asistencia de público visitante a los estadios, con los siguientes resultados:
1. (3.º con 35 000) Newell's Old Boys
2. (5.º con 34 586) Rosario Central
3. (9.º con 22 000) Huracán
4. (11.º con 20 000) Estudiantes de La Plata
5. (13.º con 18 000) Vélez Sarsfield

### Cantidad de simpatizantes

#### Encuestas de consultoras
Según un estudio realizado conjuntamente, en 2022, por la consultora Proyección Consultores y consultora Equis sobre 9527 casos donde expone los 10 equipos con más hinchas, arroja los siguientes resultados:
1. Newell's Old Boys: 1,50%; 6° ubicación.
2. Rosario Central: 1,40%; 7° ubicación.
3. Estudiantes de La Plata: 1,20%; 8° ubicación.
4. Vélez Sarsfield: s/d; rubro otros.
5. Huracán: s/d; rubro otros.

La consultora Equis ha realizado estudio en 2006, sobre 9.260 casos. Y la misma consultora publicó en los años siguientes actualizaciones del estudio que arrojaron figuras similares. Los resultados de la última actualización, de 2012, son los siguientes:
1. (1,7%) Rosario Central es el sexto.
2. (1,5%) Estudiantes de La Plata es el séptimo.
3. (1,2%) Newell's Old Boys es el décimo.
4. (1,1%) Vélez Sarsfield es el undécimo.
5. (0,6%) Huracán es el decimocuarto.

#### Relevamientos periodísticos
Asimismo, se han realizado otros sondeos y han tenido como resultado reconocer dentro de los seis equipos con mayor cantidad de simpatizantes, indistintamente, a Rosario Central (la última, en 2012) y a Vélez Sarsfield.
En cuanto al promedio de cantidad de simpatizantes en todo el país, según una encuesta realizada por el Diario Clarín en 2009, para el concurso El Gran DT, sobre más de 2 000 000 de casos:
1. (41 765) Rosario Central es el sexto.
2. (37 193) Estudiantes de La Plata es el séptimo.
3. (35 424) Newell's Old Boys es el octavo.
4. (27 168) Huracán es el décimo.
5. (17 154) Vélez es el duodécimo.

Entre octubre de 2001 y enero de 2002, el Diario Olé (principal diario deportivo del país, editado en la ciudad de Buenos Aires) les preguntó a sus lectores cuál equipo consideraban que era el «sexto grande». Aunque la encuesta no siguió un método científico, debido a que para participar de la misma era necesario comprar el diario y -en el caso de los habitantes del interior del país- enviar por correo la opinión, participaron de la misma más de 210 000 personas con este resultado final:
1. (86 184) Huracán
2. (49 804) Chacarita Juniors
3. (30 838) Vélez Sarsfield
4. (22 447) Rosario Central
5. (13 512) Nueva Chicago
6. (12 121) Quilmes

Un sondeo producido por el matutino porteño Clarín durante 2010 por el bicentenario argentino, ubicó a Rosario Central en el sexto puesto entre los clubes "más populares del país". El estudio revela la cantidad de hinchas de cada club por cada cien personas, arrojando que Rosario Central poseería tres hinchas por cada cien, siendo sólo superado por Boca Juniors (40), River Plate (33), Independiente (5), San Lorenzo de Almagro (4) y Racing (4). Newell's Old Boys se ubica en el 7.º lugar (2 simpatizantes por cada 100), mientras que los demás clubes que compiten por el título del "sexto grande" figuran en el rubro "Otros".
En 2012, el Diario Olé lanzó un Registro Nacional de Hinchas (RNH) mediante el cual los simpatizantes de los 184 clubes que militan en las diferentes categorías del fútbol de Argentina podían registrarse llenando un formulario en línea, con el requisito de abonar un pin que se incluía en el diario o se solicitaba por mensaje de texto, indispensable para poder anotarse. A diferencia de las encuestas tradicionales, este concurso fue por participación (con la misma metodología que El Gran DT, pero no de manera gratuita) y tuvo una duración de seis semanas (desde el 3 de mayo al 14 de junio de 2012). Se registraron 266 548 hinchas.
La cantidad de simpatizantes inscriptos por cada club fue la siguiente:
1. (19 839) Huracán terminó tercero
2. ( 5 670) Newell's Old Boys terminó octavo.
3. ( 4 231) Vélez Sarsfield terminó duodécimo.
4. ( 3 862) Rosario Central terminó decimotercero.
5. ( 2 556) Estudiantes de La Plata terminó decimonoveno.

El 8 de octubre de 2014, la entidad Fútbol Para Todos, transmisora de los partidos de los campeonatos de Primera y Segunda División de Argentina, dio a conocer el ranking de hinchas por equipos que surgía de aquellos que habían bajado la aplicación del programa. El resultado arrojó que Rosario Central está en la sexta ubicación, por detrás de Boca Juniors, River Plate, Independiente, Racing y San Lorenzo de Almagro. Sobre un total de casi 300.000 usuarios, 5.248 declararon ser hinchas de Rosario Central, aproximando al 1,8% del total nacional. Los restantes equipos que se encuentran en la pugna por el lugar de «sexto grande», figuraron 7.º (Newell's Old Boys), 10.º (Estudiantes de La Plata), 12.º (Vélez Sarsfield), y 16.º (Huracán).
Entre enero y marzo de 2015, la página web del canal deportivo TyC Sports realizó un «Censo Nacional de Hinchas» con la participación de casi 250 000 usuarios. Rosario Central se ubicó 3.º en el país, con un 9,94% de los votos; Newell's Old Boys, 4.º, con el 7,70%; Estudiantes de La Plata fue 10.º, con el 2,35%; Huracán finalizó en el 12.º puesto, con el 1,74%; y Vélez Sarsfield, 13.º, alcanzando el 1,47% de los votos.
A fines de ese año, el diario digital Infobae les consultó a sus lectores cuál club debía ser considerado como el sexto grande. Participaron más de 34.000 usuarios, que debieron votar alguna de las opciones propuestas por el medio. Estudiantes encabezó el sondeo con el 28% de los votos y estos fueron los primeros seis lugares.
1. (9 729) Estudiantes de La Plata
2. (7 567) Huracán
3. (4 910) Rosario Central
4. (4 544) Talleres (C)
5. (3 675) Vélez Sarsfield
6. (2 252) Newell's Old Boys